# Mercedes Cup 1981
Il Mercedes Cup 1981 è stato un torneo di tennis giocato sulla terra rossa. È stata la 4ª edizione del Mercedes Cup, che fa parte del Volvo Grand Prix 1981. Si è giocato a Stoccarda in Germania, dal 13 al 19 luglio 1981.

## Campioni

### Singolare
Björn Borg ha battuto in finale  Ivan Lendl con il punteggio di 1–6, 7–6, 6–2, 6–4

### Doppio
Peter McNamara /  Paul McNamee hanno battuto in finale  Mark Edmondson /  Mike Estep con il punteggio di 2–6, 6–4, 7–6